# 415
415（四百十五、よんひゃくじゅうご）は自然数、また整数において、414の次で416の前の数である。

## 性質
- 415は合成数であり、約数は 1, 5, 83, 415 である。
  - 約数の和は504。
- 131番目の半素数である。1つ前は413、次は417。
- 各位の和が10になる38番目の数である。1つ前は406、次は424。
- 各位の積が各位の和の2倍になる12番目の数である。1つ前は381、次は422。(オンライン整数列大辞典の数列 A062034)
- 415 = 72 + 82 + 92 + 102 + 112
  - 5連続整数の平方和で表せる7番目の数である。1つ前は330、次は510。
- 415 = 23 + 43 + 73
  - 3つの正の数の立方数の和1通りで表せる55番目の数である。1つ前は408、次は433。(オンライン整数列大辞典の数列 A025395)
  - 異なる3つの正の数の立方数の和1通りで表せる25番目の数である。1つ前は408、次は434。(オンライン整数列大辞典の数列 A025399)
  - n = 3 のときの 2n + 4n + 7n の値とみたとき1つ前は69、次は2673。(オンライン整数列大辞典の数列 A074534)

## その他 415 に関すること
- 西暦415年
- 国鉄415系電車 - 国鉄が製造しJR東日本、JR西日本、JR九州が保有する電車。
- ボンバルディア CL-415 - 空中消火機として造られたカナダの水陸両用飛行艇。
- オブライエン (DD-415) - アメリカ海軍の駆逐艦。
- HTTPプロトコルにおいては「Unsupported Media Type（サポートしていないメディアタイプ）」を示すステータスコード。